# Fuamah (distrito)

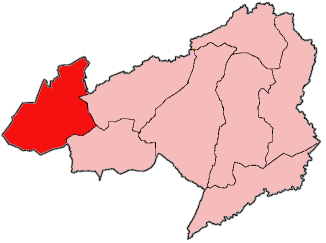
Localização do distrito Fuamah no condado de Bong

Fuamah é um dos oito distritos localizado no condado de Bong, Libéria. População em 2008: 28.823 habitantes.